# Гасанов, Эльшад Эльдар оглы
Эльшад Эльдар оглы Гасанов (азерб. Elşad Eldar oğlu Həsənov; род. 27 сентября 1976, Баку, Азербайджанская ССР) — азербайджанский государственный деятель. Депутат Парламента Азербайджана V созыва. Глава исполнительной власти Ясамальского района.

## Биография
Родился 27 сентября 1976 года в Баку в семье учителя. В 1997 году окончил юридический факультет Бакинского государственного университета.
В 2001 году окончил аспирантуру кафедры уголовного процесса БГУ.
В ноябре 2004 года защитил кандидатскую диссертацию и получил степень кандидата юридических наук. Доктор философии по юриспруденции. Автор нескольких научных статей по юриспруденции.
С 1997 по 2006 год являлся директором ООО «Foton».
С 2006 по 2012 год работал юристом компании «West Industries AZ». С 2012 по 2015 год являлся юристом аудиторской компании «Kaspian Konsaltinq».
Депутат Парламента Азербайджана V созыва от 3-го Ясамальского избирательного округа №17 (2015—2019).
Являлся членом комитета молодёжи и спорта, комитета науки и образования Парламента, членом делегации Азербайджана в Парламентской ассамблее Совета Европы, Парламентской ассамблеи ОБСЕ. Являлся членом межпарламентского комитета ЕС — Азербайджан.
Являлся докладчиком в комитете по юридическим вопросам и правам человека ПАСЕ на тему «Права человека и бизнес».
Глава исполнительной власти Ясамальского района (с 12 ноября 2019).
Владеет русским, английским языкам.

## Награды
- Медаль «Парламент Азербайджана»